# 폰티펙스 막시무스

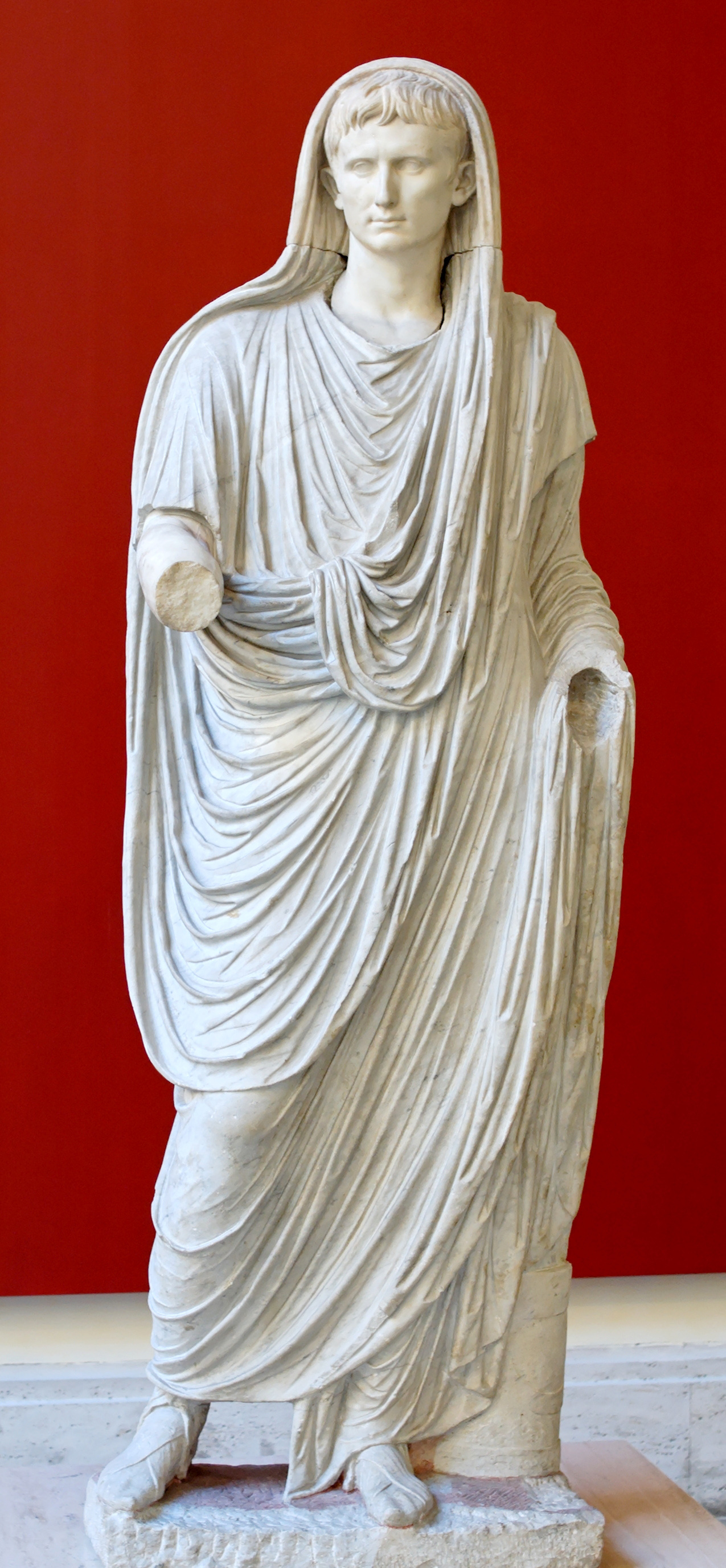
폰티펙스 막시무스로서의 아우구스투스

폰티펙스 막시무스(라틴어: Pontifex Maximus)는 고대 로마의 국가 사제단(Collegium Pontificum)에 속한 최고 사제를 가리키는 라틴어 명칭이다. 고대 로마의 종교에서 가장 중요한 자리였으며, 기원전 254년 플레브스(평민)가 처음으로 이 자리에 오르기 전까지는 오로지 파트리키(귀족)만이 차지하였다. 초기 로마 공화정에서 매우 독특한 종교적인 자리였던 폰티펙스 막시무스는 서서히 정치적인 자리로 변모하다가 기원전 63년 율리우스 카이사르가 이 관직에 취임한 것이 계승되어, 로마 황제의 공식 칭호로 자리매김하였다. 폰티펙스 막시무스라는 칭호를 마지막으로 사용한 로마 황제는 그라티아누스(재위 375–383)이며, 그는 자신의 칭호에서 폰티펙스 막시무스라는 칭호를 제외시켜 버렸다.
나중에 ‘폰티펙스(pontifex)’라는 용어는 기독교의 주교들을 가리키는 명칭으로 사용되었으며, 특별히 교황의 경우에는 가장 높은 주교라는 의미에서 폰티펙스 막시무스라는 칭호가 적용되었다. 비록 폰티펙스 막시무스가 교황이 보유한 공식적인 칭호에 포함되어 있지는 않지만, 건물이나 문서, 동전 같은 경우에는 교황의 이름과 함께 새겨지는 것이 관례처럼 여겨지고 있다. 2012년 12월 3일 교황 베네딕토 16세는 폰티펙스(@pontifex)라는 계정의 트위터를 개설하였다.